# Юникитти!
«Юникитти!» (англ. Unikitty!) — американо-датский мультсериал, созданный Lego Group и Warner Bros. Animation для Cartoon Network, с участием кошки-единорога Юникитти из «Лего. Фильм», который вышел в 2014 году.
Сериал был анонсирован 10 мая 2017 года. В том же году продюсер Эд Скаддер на San Diego Comic-Con подтвердил, что премьера сериала состоится в сети Cartoon Network в новогодний день 2018 года. Премьера состоялась на канале Cartoon Network 27 октября 2017 года, хотя первую серию показали раньше. 2 сезон был объявлен 24 июля 2018 года и вышел 15 января 2019 года.

## Сюжет
Сюжет рассказывает о приключениях весёлой и милой кошки-единорога Юникитти, которая живёт в волшебном Юникоролевстве и является его принцессой. Юникитти любит проводить время со своими лучшими друзьями: Паппикорном, Кроко-ястребом, Доктором Фокс и Ричардом. Вместе, они всегда находят приключения!

## Персонажи

### Главные персонажи
- Юникитти — является главным и заглавным персонажем всего сериала. Она — милая розовая кошка-единорог, которая правит волшебным Юникоролевством[8]. Живёт со своими лучшими друзьями: Паппикорном, Кроко-Ястребом, Доктором Фокс и Ричардом. Самой лучшей подругой Юникитти является Доктор Фокс. Юникитти очень любит проводить время с друзьями.
- Паппикорн — младший брат Юникитти. Обожает показывать ей свои игрушки, а иногда даже любит их поесть. Он, также как и Юникитти, является единорогом, но только со сломанным рогом. В отличие от рога Юникитти, рог Папикорна — жёлтого цвета. Всегда может натворить что-то безумное, но для Юникитти он просто милый щенок, который всегда с ней.
- Кроко-ястреб — телохранитель Юникитти, которому постоянно приходится её защищать от опасностей, например, от Мастера Хмура или букашек. Очень смелый и сильный, ничего не боится, кроме пауков. Очень необычный полу-крокодил, полу-ястреб. Также он любит Доктора Фокс.
- Доктор Фокс — лучшая подруга Юникитти. Настоящий учёный всего королевства, любит экспериментировать с искристными веществами, которые выделяются, когда любой житель Юникоролевства испытывает сильные эмоции. От эмоций зависит, какое вещество выделится. Она не знает, что её любит Кроко-ястреб, но, скорее всего, догадывается и время от времени его успокаивает, когда случалась плохая ситуация. У неё также есть маленькие роботы-помощники, выполняющие все её услуги.
- Ричард — тихий и спокойный кирпичик, который убирает в замке Юникитти. В отличие от Юникитти, он не проявляет много эмоций и не любит веселье. Умеет выполнять трюки и фокусы, за что его и прозывали «Восхитительно-великолепный Ричард». Любит читать газеты на диване. Был только один единственный момент, когда он порадовался из-за того, что Кроко-ястреб «признался» в любви доктору Фокс, которая оказалась её клоном.

### Злодеи
- Мастер Хмур — является самым главным злодеем в сериале. Живёт в Хмуртауне, со своим приятелем Броком. Каждый раз вытворяет гадости в Юникоролевстве и потом сражается с Юникитти, а иногда и с Паппикорном. Не любит Юникитти больше всего, так как ненавидит веселье.
- Брок — необычный персонаж в сериале, так как он имеет форму могилы. Также как и Мастер Хмур, живёт в Хмуртауне. В отличие от Мастера Хмура, Брок не несёт никакого зла Юникоролевству, но всё-таки является злодеем. Хорошо умеет печь печенье и угощать им Мастера Хмура.

### Второстепенные персонажи
- Фиби — подруга Юникитти, которая живёт в Цветочном парке Юникоролевства. Очень любит сажать и выращивать цветы, особенно голубого цвета. Имеет очень необычную форму — полу-пчела, полу-цветок.
- Дино-парень — лучший друг Паппикорна. Обожает кататься на скейтборде и давно этому учит Паппикорна. Во время катания на скейте носит шлем с большой кучей стикеров.
- Ворчливый Старик — дедушка, который живёт в Хмуртауне. Как-то раз рассказывал Юникитти и Паппикорну историю о своей старой жизни, чтобы Юникитти и Паппикорн поверили ему и в будущем стали такими же.